# Ак-Чокрак

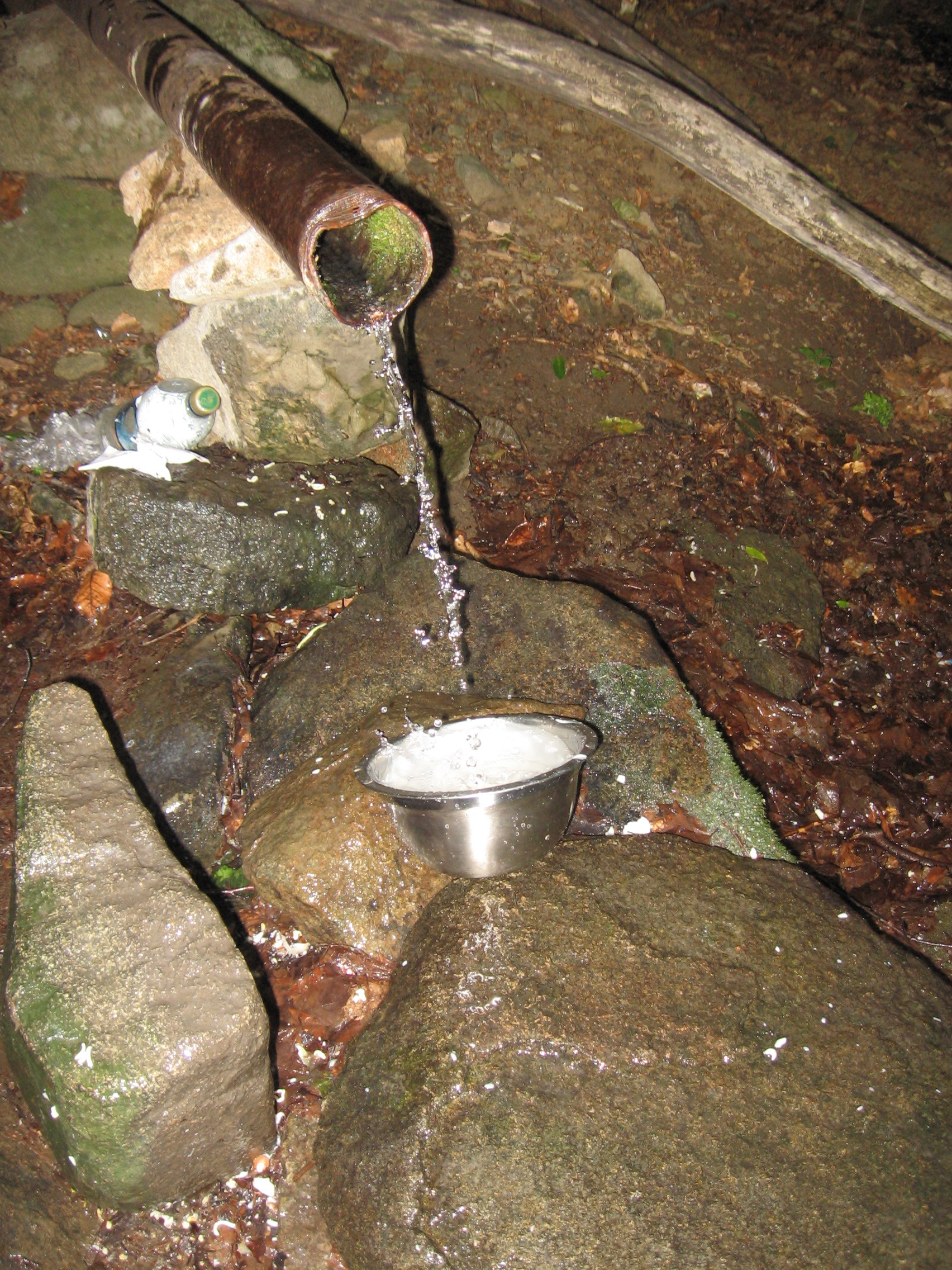
Джерело Ак-Чокрак.

Ак-Чокрак на мапі району Бабуган-яйли.

Ак-Чокрак (крим. Aq Çoqraq, Ак' Чок'рак') — джерело з невеликим басейном, знаходиться в Криму, на південному схилі гори Чамни-Бурун (відріг гірського масиву Бабуган-яйла), за 4,5 км на північний захід від села Малий Маяк Алуштинського регіону. Назва в перекладі з кримськотатарської мови означає «біле джерело» (aq — білий,çoqraq — криниця, джерело). 

Шлях від Ак-Чокрак до перевалу Дипло.

Джерело цікаве своїм місцем розташування — на висоті 998 над рівнем моря, і не пересихає влітку. Згадується в старовинних путівниках Криму, через нього проходив середньовічний шлях на Бабуган-яйлу — Ак-Чокрак-Богаз або Хавли-богаз (Ховли від тюркського бузина — в достатку росте тут). Час каптажу джерела відноситься до часів освоєння Криму римлянами, в середньовіччя цей каптаж найімовірніше реконструювався, дотепер повністю зруйнований — залишилася тільки металева труба встановлена лісниками у 50-60 роках XX століття. Зараз джерело діє з витратою приблизно 0,3 л/с, у період паводків ця цифра збільшується. Неподалік джерела у 2011 році лісниками була збудована альтанка.